# François-Didier Petit de Villers
François-Didier Petit de Villers (1761-1841) était l'un des réfugiés français de Saint-Domingue en Amérique et un des premiers négociants de coton de Géorgie, dans la ville de Savannah.
Né à Villers-la-Montagne (Moselle), il a ensuite vécu à Saint-Domingue, où il fit une brillante carrière de notaire. Il arriva en 1803 à Savannah et fit de bonnes affaires comme marchand de coton. C'était l'ami de Patrick Mackay, un agent des affaires indiennes et l'un des tout premiers planteurs de coton, qui possédait l'île de Sapelo dès les années 1770. Parlant un anglais impeccable, il avait parmi ses clients les grands propriétaires terriens, dont Pierce Butler (1744-1822) planteur de coton et sénateur de Caroline, en créant la société Williamson and Devillers.
Il a encore aujourd'hui des descendants à Savannah, États-Unis. 

## Famille
François-Didier Petit de Villers était l'oncle de Didier Petit de Meurville (1793-1873) par son père, arpenteur général de la partie Ouest de Saint-Domingue.